# Хайме, Иван
Ива́н Ха́йме Пахуэ́ло (исп. Iván Jaime Pajuelo; 26 сентября 2000, Малага, Испания) — испанский футболист, полузащитник  клуба «Порту», выступающий на правах аренды за клуб «Валенсия».

## Клубная карьера
Хайме — воспитанник клуба «Малага» из своего родного города. В 2017 году для получения игровой практики Иван начал выступать за дублирующий состав. В 2018 году в поединке Кубка Испании против «Альмерии» Хайме дебютировал за основной состав. 12 июня 2020 года в матче против «Уэски» он дебютировал в Сегунде. Летом 2020 года Хайме перешёл в португальский «Фамаликан». 18 октября в матче против «Фаренсе» он дебютировал в Сангриш лиге. 